# Ivo Andrić
Ivo Andrić (Dolac, Travnik, Bòsnia i Hercegovina, 9 d'octubre del 1892 - Belgrad, Sèrbia, 13 de març del 1975) fou un escriptor iugoslau guardonat amb el Premi Nobel de Literatura l'any 1961.

## Biografia
Ivo Andrić va néixer el 9 d'octubre del 1892 a la ciutat de Dolac, situada a Bòsnia-Hercegovina, que aleshores formava part de l'Imperi Austrohongarès. Començà els estudis a Sarajevo i continuà a les universitats de Zagreb, Cracòvia, Viena i Graz.
Durant la Primera Guerra Mundial, fou detingut per les autoritats austríaques per les seves activitats polítiques revolucionàries. Després del seu empresonament, publicà Ex-ponto, en què Andrić descriu la vida com una gran presó dominada per la por, el sofriment i la solitud. Un cop acabada aquesta guerra, entrà en el servei diplomàtic iugoslau, en què ocupà diversos càrrecs diplomàtics, entre aquests el d'ambaixador a Alemanya. En esclatar la Segona Guerra Mundial, presentà la seva dimissió i retornà a Belgrad.
Tot i que visqué a Roma, Bucarest, Madrid, Ginebra i Berlín, fou el seu país natal de Bòsnia, amb la seva història, el seu folklore i la seva varietat ètnica, cultural i religiosa, la que li va proporcionar els temes que es troben a les seves obres.
Morí el 13 de març del 1975 a Belgrad, aleshores capital de la República Federal Socialista de Iugoslàvia, i avui dia capital de Sèrbia.

## Obra literària
Durant la Segona Guerra Mundial escrigué tres novel·les: Travnička hronika (La crònica de Travnick), Gospođica (La jove dama) i Na Drini ćuprija (El pont sobre el Drina), totes tres del 1945, en les quals narra la vida, costums i proeses de la seva Bòsnia natal i dels seus habitants. En aquestes, Andrić descriu la història de Bòsnia des de la seva conquesta pels turcs (1389) fins a la creació de l'estat iugoslau, després de la Primera Guerra europea.
Escrigué les seves obres en serbocroat, i es considerava a si mateix un escriptor iugoslau (era un serbi catòlic de Bòsnia).
L'any 1961, fou guardonat amb el Premi Nobel de Literatura per la força èpica amb la qual ha reflectit temes, i descrit destins humans de la història del seu país.

## Obres més destacades
- 1920: Put Alije Đerzeleza
- 1945: Na Drini ćuprija (El pont sobre el Drina. Edicions 62)
- 1945: Gospođica
- 1945: Travnička hronika
- 1948: Priča o vezirovom slonu
- 1954: Prokleta avlija (El pati maleït, tr. Pau Bori i Jelena Petanović. La Magrana, 2013)
- 1977: Omerpaša Latas, obra pòstuma